# Agrostis limitanea
Agrostis limitanea är en gräsart som beskrevs av John McConnell Black. Agrostis limitanea ingår i släktet ven, och familjen gräs.
Artens utbredningsområde är Sydaustralien. Inga underarter finns listade i Catalogue of Life.